# Bugula carvalhoi
Bugula carvalhoi is een mosdiertjessoort uit de familie van de Bugulidae. De wetenschappelijke naam van de soort is voor het eerst geldig gepubliceerd in 1949 door Marcus.